# Segunda División de España 1950-51
La temporada 1950–51 de la Segunda División de España de fútbol corresponde a la 20.ª edición del campeonato y se disputó entre el 10 de septiembre de 1950 y el 6 de mayo de 1951 en su fase regular. Posteriormente se disputó la fase de ascenso entre el 13 de mayo y el 8 de julio.
Los campeones de Segunda División fueron el Real Gijón y el Atlético Tetuán.

## Sistema de competición
La Segunda División de España 1950/51 fue organizada por la Federación Española de Fútbol (RFEF).
El campeonato contó con la participación de 32 clubes divididos en dos grupos de 17 y 15 equipos cada uno, agrupándose por criterios de proximidad geográfica, y se disputó siguiendo un sistema de liga, de modo que los equipos de cada grupo se enfrentaron entre sí, todos contra todos en dos ocasiones -una en campo propio y otra en campo contrario-. El orden de los encuentros se decidió por sorteo antes de empezar la competición.
Se estableció una clasificación con arreglo a los puntos obtenidos en cada enfrentamiento, a razón de dos por partido ganado, uno por empatado y ninguno en caso de derrota. En caso de empate a puntos entre dos o más clubes en la clasificación, se tuvo en cuenta el mayor cociente de goles. 
Los primeros clasificados de cada grupo ascendieron directamente a Primera División, mientras que los segundos y terceros clasificados pasaron a la Fase de Ascenso, consistente en una liguilla, disputada también a doble partido a la que se unieron el tercer y cuarto peor equipos clasificados de Primera División. Se aplicaron los mismos criterios de puntuación que en la liga regular. Los dos primeros clasificados al término de las diez jornadas lograban la permanencia o el ascenso a Primera División según el caso, mientras que el resto descendía a Segunda División o no logrababa el ascenso.
Los dos últimos clasificados de cada grupo descendían directamente a Tercera División, mientras que el peor antepenúltimo clasificado jugó la promoción de permanencia en eliminatoria a doble partido ante el campeón regional canario.

## Clubes participantes
| Datos de ascensos y descensos con respecto a la temporada anterior |
| --- |
| Gimnástico de Tarragona y Real Oviedo CF descienden de Primera División. Real Santander SD, UD Lérida, Real Murcia y CD Alcoyano ascienden a Primera División. Arosa SC, CD Castellón, Elche CF y Club Erandio descienden a Tercera División. UD Melilla, CD Logroñés, UD Las Palmas, UD Huesca, CD San Andrés y SD Ceuta ascienden a Segunda División. |

### Grupo I
| Equipo                                     | Ciudad      | Estadio                        |
| ------------------------------------------ | ----------- | ------------------------------ |
| Club de Fútbol Badalona                    | Badalona    | Avenida de Navarra             |
| Club Deportivo Baracaldo Altos Hornos      | Baracaldo   | Lasesarre                      |
| Club Ferrol                                | Ferrol      | Inferniño                      |
| Gerona Club de Fútbol                      | Gerona      | Vista Alegre                   |
| Real Gijón                                 | Gijón       | El Molinón                     |
| Club Gimnástico de Tarragona               | Tarragona   | Avenida de Cataluña            |
| Real Sociedad Gimnástica de Torrelavega    | Torrelavega | El Malecón                     |
| Unión Deportiva Huesca                     | Huesca      | San Jorge                      |
| Club Deportivo Logroñés                    | Logroño     | Las Gaunas                     |
| Sociedad Gimnástica Lucense                | Lugo        | Los Miñones                    |
| Club Deportivo Numancia                    | Soria       | San Andrés                     |
| Unión Deportiva Orensana                   | Orense      | O Couto                        |
| Club Atlético Osasuna                      | Pamplona    | San Juan                       |
| Real Oviedo Club de Fútbol                 | Oviedo      | Buenavista                     |
| Centro de Deportes Sabadell Club de Fútbol | Sabadell    | Cruz Alta                      |
| Club Deportivo San Andrés                  | Barcelona   | San Andrés, calle Santa Coloma |
| Zaragoza Club de Fútbol                    | Zaragoza    | Torrero                        |

### Grupo II
| Equipo                          | Ciudad                    | Estadio                    |
| ------------------------------- | ------------------------- | -------------------------- |
| Albacete Balompié               | Albacete                  | Parque de los Mártires     |
| Club Atlético Tetuán            | Tetuán                    | Varela                     |
| Cartagena Club de Fútbol        | Cartagena                 | El Almarjal                |
| Sociedad Deportiva Ceuta        | Ceuta                     | Alfonso Murube             |
| Real Club Deportivo Córdoba     | Córdoba                   | El Arcángel                |
| Granada Club de Fútbol          | Granada                   | Los Cármenes               |
| Hércules Club de Fútbol         | Alicante                  | La Viña                    |
| Unión Deportiva Las Palmas      | Las Palmas                | Insular                    |
| Levante Unión Deportiva         | Valencia                  | Vallejo                    |
| Real Balompédica Linense        | La Línea de la Concepción | La Balompédica             |
| Real Club Deportivo Mallorca    | Palma de Mallorca         | El Fortín                  |
| Unión Deportiva Melilla         | Melilla                   | Álvarez Claro              |
| Club Deportivo Mestalla         | Valencia                  | Mestalla                   |
| Agrupación Deportiva Plus Ultra | Madrid                    | Velódromo de Ciudad Lineal |
| Unión Deportiva Salamanca       | Salamanca                 | El Calvario                |

## Primera fase

### Grupo I

#### Clasificación
| Pos. | Equipo                          | Pts. | PJ | G  | E | P  | GF  | GC | Dif. | Clasificación               |
| ---- | ------------------------------- | ---- | -- | -- | - | -- | --- | -- | ---- | --------------------------- |
| 1    | Real Gijón (C, A)               | 48   | 32 | 23 | 2 | 7  | 100 | 32 | +68  | Ascenso a Primera División  |
| 2    | Zaragoza C. F.                  | 42   | 32 | 18 | 6 | 8  | 72  | 43 | +29  | Acceso a Fase de ascenso    |
| 3    | C. D. Sabadell C. F.            | 38   | 32 | 16 | 6 | 10 | 72  | 59 | +13  | Acceso a Fase de ascenso    |
| 4    | C. D. San Andrés                | 35   | 32 | 15 | 5 | 12 | 70  | 76 | −6   |                             |
| 5    | U. D. Huesca                    | 35   | 32 | 15 | 5 | 12 | 65  | 53 | +12  |                             |
| 6    | Real Oviedo C. F.               | 33   | 32 | 14 | 5 | 13 | 71  | 63 | +8   |                             |
| 7    | C. A. Osasuna                   | 31   | 32 | 14 | 3 | 15 | 57  | 61 | −4   |                             |
| 8    | Club Ferrol                     | 30   | 32 | 13 | 4 | 15 | 40  | 51 | −11  |                             |
| 9    | U. D. Orensana                  | 30   | 32 | 13 | 4 | 15 | 57  | 72 | −15  |                             |
| 10   | C. D. Logroñés                  | 29   | 32 | 11 | 7 | 14 | 64  | 66 | −2   |                             |
| 11   | R. S. Gimnástica de Torrelavega | 29   | 32 | 12 | 5 | 15 | 52  | 75 | −23  |                             |
| 12   | C. D. Baracaldo Altos Hornos    | 29   | 32 | 12 | 5 | 15 | 58  | 64 | −6   |                             |
| 13   | C. F. Badalona                  | 29   | 32 | 12 | 5 | 15 | 55  | 60 | −5   |                             |
| 14   | S. G. Lucense                   | 29   | 32 | 11 | 7 | 14 | 49  | 69 | −20  |                             |
| 15   | Gimnástico de Tarragona         | 28   | 32 | 12 | 4 | 16 | 56  | 66 | −10  |                             |
| 16   | Gerona C. F. (D)                | 27   | 32 | 11 | 5 | 16 | 59  | 64 | −5   | Descenso a Tercera División |
| 17   | C. D. Numancia (D)              | 20   | 32 | 7  | 8 | 17 | 55  | 78 | −23  | Descenso a Tercera División |

 Fuente: BDFutbol
Criterios de clasificación: Puntos · Diferencia de goles · Goles a favor · Play-off
Notas:
1. ↑  El Numancia figura con 2 puntos menos por sanción, debido a sendas alineaciones indebidas contra el C. D. San Andrés y el Club Ferrol.

#### Resultados
| Local \ Visitante               | BAD | BAR | FER | GER | GIJ | GTO | GIM | HUE | LOG | LUC | NUM | ORE | OSA | OVI | SAB | SAD | ZAR |
| ------------------------------- | --- | --- | --- | --- | --- | --- | --- | --- | --- | --- | --- | --- | --- | --- | --- | --- | --- |
| C. F. Badalona                  | —   | 5–1 | 5–0 | 6–3 | 0–3 | 4–1 | 0–1 | 2–1 | 2–2 | 2–2 | 2–2 | 3–2 | 3–0 | 1–0 | 1–3 | 2–2 | 1–1 |
| C. D. Baracaldo Altos Hornos    | 2–1 | —   | 3–0 | 3–1 | 1–6 | 1–2 | 2–2 | 1–1 | 2–1 | 6–0 | 4–0 | 1–0 | 2–0 | 4–1 | 7–1 | 3–1 | 1–1 |
| Club Ferrol                     | 2–0 | 3–0 | —   | 1–0 | 1–1 | 2–0 | 2–0 | 2–3 | 3–1 | 3–0 | 0–0 | 2–0 | 2–1 | 1–1 | 1–0 | 3–0 | 1–2 |
| Gerona C. F.                    | 1–0 | 5–1 | 3–2 | —   | 4–1 | 6–1 | 0–1 | 2–2 | 4–0 | 0–0 | 3–1 | 3–0 | 4–2 | 4–1 | 0–0 | 1–2 | 1–1 |
| Real Gijón                      | 2–1 | 1–0 | 3–1 | 2–0 | —   | 2–0 | 3–0 | 3–0 | 6–1 | 7–0 | 6–1 | 7–0 | 5–0 | 3–0 | 4–1 | 6–2 | 6–2 |
| R. S. Gimnástica de Torrelavega | 2–0 | 5–0 | 2–0 | 2–0 | 2–7 | —   | 3–1 | 4–2 | 2–1 | 1–1 | 1–1 | 4–1 | 1–4 | 2–1 | 4–2 | 1–1 | 2–1 |
| Gimnástico de Tarragona         | 2–3 | 5–3 | 2–1 | 2–2 | 0–3 | 3–1 | —   | 3–1 | 5–1 | 4–1 | 2–0 | 4–3 | 4–2 | 1–3 | 1–1 | 2–3 | 1–0 |
| U. D. Huesca                    | 3–0 | 3–0 | 3–2 | 3–1 | 1–1 | 1–0 | 3–1 | —   | 5–0 | 3–2 | 6–1 | 3–3 | 3–0 | 2–0 | 6–0 | 0–1 | 2–0 |
| C. D. Logroñés                  | 3–1 | 2–0 | 3–1 | 6–3 | 0–2 | 1–1 | 5–1 | 2–2 | —   | 6–1 | 2–2 | 5–0 | 1–2 | 0–0 | 3–2 | 3–1 | 3–2 |
| S. G. Lucense                   | 2–1 | 0–1 | 1–1 | 3–0 | 1–0 | 4–0 | 2–1 | 2–1 | 1–3 | —   | 5–2 | 0–0 | 0–1 | 4–0 | 4–0 | 2–1 | 3–1 |
| C. D. Numancia                  | 1–2 | 5–3 | 3–0 | 1–0 | 1–2 | 1–1 | 4–1 | 1–0 | 1–1 | 2–1 | —   | 5–2 | 3–1 | 3–4 | 2–2 | 3–1 | 2–2 |
| U. D. Orensana                  | 4–1 | 2–2 | 2–3 | 3–1 | 4–2 | 2–1 | 2–0 | 5–1 | 2–1 | 2–1 | 2–0 | —   | 5–1 | 0–1 | 1–0 | 2–0 | 1–1 |
| C. A. Osasuna                   | 0–1 | 0–0 | 1–0 | 5–2 | 2–1 | 8–1 | 3–1 | 4–0 | 3–1 | 3–3 | 2–0 | 2–0 | —   | 3–1 | 1–1 | 2–1 | 1–2 |
| Real Oviedo C. F.               | 3–1 | 3–2 | 5–0 | 4–1 | 0–3 | 5–1 | 2–2 | 0–1 | 4–3 | 2–2 | 9–1 | 2–4 | 2–1 | —   | 5–1 | 4–0 | 3–1 |
| C. D. Sabadell C. F.            | 4–0 | 4–1 | 2–0 | 3–0 | 2–0 | 6–1 | 2–1 | 3–1 | 2–1 | 7–0 | 5–2 | 5–2 | 2–0 | 6–2 | —   | 1–1 | 1–5 |
| C. D. San Andrés                | 3–4 | 2–1 | 2–0 | 3–4 | 3–2 | 4–3 | 2–1 | 4–2 | 1–0 | 4–1 | 4–3 | 6–1 | 5–0 | 3–3 | 1–1 | —   | 3–7 |
| Zaragoza C. F.                  | 2–0 | 1–0 | 2–0 | 2–0 | 1–0 | 2–0 | 3–1 | 3–0 | 2–2 | 4–0 | 2–1 | 4–2 | 4–0 | 2–0 | 1–2 | 8–3 | —   |

### Grupo II

#### Clasificación
| Pos. | Equipo                    | Pts. | PJ | G  | E | P  | GF | GC | Dif. | Clasificación                     |
| ---- | ------------------------- | ---- | -- | -- | - | -- | -- | -- | ---- | --------------------------------- |
| 1    | Atlético de Tetuán (C, A) | 35   | 28 | 15 | 5 | 8  | 69 | 35 | +34  | Ascenso a Primera División        |
| 2    | U. D. Salamanca           | 32   | 28 | 12 | 8 | 8  | 60 | 47 | +13  | Acceso a Fase de ascenso          |
| 3    | U. D. Las Palmas          | 31   | 28 | 15 | 1 | 12 | 53 | 47 | +6   | Acceso a Fase de ascenso          |
| 4    | Hércules C. F.            | 30   | 28 | 12 | 6 | 10 | 66 | 51 | +15  |                                   |
| 5    | R. C. D. Córdoba          | 30   | 28 | 11 | 8 | 9  | 65 | 53 | +12  |                                   |
| 6    | Granada C. F.             | 30   | 28 | 13 | 4 | 11 | 52 | 52 | 0    |                                   |
| 7    | A. D. Plus Ultra          | 29   | 28 | 13 | 3 | 12 | 46 | 46 | 0    |                                   |
| 8    | C. D. Mestalla            | 29   | 28 | 11 | 7 | 10 | 51 | 51 | 0    |                                   |
| 9    | R. B. Linense             | 28   | 28 | 13 | 2 | 13 | 53 | 54 | −1   |                                   |
| 10   | U. D. Melilla             | 28   | 28 | 12 | 4 | 12 | 63 | 65 | −2   |                                   |
| 11   | Cartagena C. F.           | 27   | 28 | 10 | 7 | 11 | 59 | 68 | −9   |                                   |
| 12   | R. C. D. Mallorca         | 26   | 28 | 11 | 4 | 13 | 61 | 61 | 0    |                                   |
| 13   | Levante U. D.             | 26   | 28 | 9  | 8 | 11 | 45 | 55 | −10  | Acceso a Promoción de permanencia |
| 14   | S. D. Ceuta (D)           | 24   | 28 | 10 | 4 | 14 | 43 | 67 | −24  | Descenso a Tercera División       |
| 15   | Albacete Balompié (D)     | 15   | 28 | 5  | 5 | 18 | 46 | 80 | −34  | Descenso a Tercera División       |

 Fuente: BDFutbol
Criterios de clasificación: Puntos · Diferencia de goles · Goles a favor · Play-off

#### Resultados
| Local \ Visitante  | ALB | ATT | CAR | CEU | COR | GRA | HER | LAS | LEV | LIN | MLL | MEL | MES | PLU | SAL |
| ------------------ | --- | --- | --- | --- | --- | --- | --- | --- | --- | --- | --- | --- | --- | --- | --- |
| Albacete Balompié  | —   | 3–1 | 1–4 | 6–0 | 1–1 | 1–3 | 4–1 | 0–0 | 2–0 | 1–3 | 1–1 | 8–0 | 0–1 | 1–2 | 1–1 |
| Atlético de Tetuán | 5–0 | —   | 6–2 | 3–0 | 1–1 | 5–1 | 3–0 | 2–1 | 4–0 | 3–2 | 3–0 | 0–1 | 9–2 | 1–0 | 4–0 |
| Cartagena C. F.    | 3–1 | 2–1 | —   | 4–1 | 1–1 | 3–1 | 2–2 | 2–4 | 2–2 | 4–1 | 2–1 | 6–3 | 4–1 | 1–1 | 4–0 |
| S. D. Ceuta        | 1–0 | 0–0 | 3–1 | —   | 2–1 | 3–3 | 1–1 | 2–1 | 1–1 | 2–1 | 4–1 | 2–1 | 5–3 | 3–1 | 5–2 |
| R. C. D. Córdoba   | 6–4 | 3–2 | 1–1 | 4–1 | —   | 3–2 | 3–3 | 4–1 | 6–2 | 7–1 | 4–3 | 6–1 | 0–0 | 2–0 | 1–3 |
| Granada C. F.      | 2–1 | 1–1 | 5–2 | 1–0 | 2–1 | —   | 2–0 | 4–1 | 3–1 | 2–1 | 4–0 | 2–3 | 0–0 | 2–0 | 3–2 |
| Hércules C. F.     | 6–1 | 3–4 | 3–2 | 3–1 | 2–2 | 5–0 | —   | 2–1 | 3–1 | 0–1 | 5–0 | 4–1 | 4–1 | 5–1 | 4–0 |
| U. D. Las Palmas   | 6–0 | 1–0 | 4–1 | 5–1 | 1–3 | 3–1 | 2–1 | —   | 3–2 | 3–1 | 0–2 | 3–2 | 2–0 | 1–0 | 3–0 |
| Levante U. D.      | 4–0 | 3–2 | 2–2 | 1–0 | 1–1 | 2–0 | 0–2 | 1–0 | —   | 3–0 | 3–3 | 2–0 | 2–0 | 3–0 | 2–2 |
| R. B. Linense      | 3–3 | 3–2 | 3–0 | 3–0 | 4–1 | 2–1 | 3–1 | 1–3 | 3–0 | —   | 3–2 | 3–0 | 1–2 | 2–0 | 4–0 |
| R. C. D. Mallorca  | 6–1 | 2–2 | 6–1 | 4–0 | 3–1 | 0–3 | 4–2 | 2–1 | 1–1 | 3–1 | —   | 4–2 | 0–1 | 4–0 | 2–1 |
| U. D. Melilla      | 6–1 | 1–2 | 1–1 | 4–1 | 3–2 | 2–2 | 6–1 | 3–0 | 5–2 | 3–1 | 4–2 | —   | 2–1 | 4–2 | 2–2 |
| C. D. Mestalla     | 6–2 | 1–2 | 7–0 | 3–2 | 2–0 | 4–1 | 1–1 | 3–1 | 1–1 | 3–0 | 4–3 | 2–2 | —   | 1–1 | 1–1 |
| A. D. Plus Ultra   | 3–2 | 2–1 | 2–1 | 5–1 | 1–0 | 4–0 | 3–1 | 0–2 | 5–1 | 3–0 | 3–2 | 2–1 | 2–0 | —   | 2–2 |
| U. D. Salamanca    | 5–0 | 0–0 | 4–1 | 4–1 | 5–0 | 2–1 | 1–1 | 7–0 | 4–2 | 2–2 | 4–0 | 1–0 | 3–0 | 2–1 | —   |

## Fase de ascenso
En la fase de ascenso jugaron Zaragoza CF y CD Sabadell CF del Grupo I; UD Salamanca y UD Las Palmas del Grupo II; y CD Málaga y Real Murcia como equipos de Primera División. Los dos primeros clasificados jugarán en Primera División la siguiente temporada, el resto lo hará en Segunda División.

### Clasificación
| Pos. | Equipo               | Pts. | PJ | G | E | P | GF | GC | Dif. | Clasificación               |
| ---- | -------------------- | ---- | -- | - | - | - | -- | -- | ---- | --------------------------- |
| 1    | U. D. Las Palmas (A) | 16   | 10 | 8 | 0 | 2 | 26 | 11 | +15  | Ascenso a Primera División  |
| 2    | Real Zaragoza (A)    | 15   | 10 | 7 | 1 | 2 | 31 | 16 | +15  | Ascenso a Primera División  |
| 3    | C. D. Málaga (D)     | 15   | 10 | 7 | 1 | 2 | 34 | 18 | +16  | Descenso a Segunda División |
| 4    | Real Murcia (D)      | 6    | 10 | 3 | 0 | 7 | 23 | 33 | −10  | Descenso a Segunda División |
| 5    | C. D. Sabadell C. F. | 5    | 10 | 2 | 1 | 7 | 14 | 25 | −11  |                             |
| 6    | U. D. Salamanca      | 3    | 10 | 1 | 1 | 8 | 8  | 33 | −25  |                             |

 Fuente: Resultados Futbol
Criterios de clasificación: Puntos · Diferencia de goles · Goles a favor · Play-off

### Resultados
| Local \ Visitante   | LAS | MAL | MUR | SAB | SAL | ZAR |
| ------------------- | --- | --- | --- | --- | --- | --- |
| U. D. Las Palmas    | —   | 4–1 | 6–1 | 2–0 | 2–1 | 2–0 |
| C. D. Málaga        | 2–0 | —   | 5–2 | 4–0 | 6–0 | 4–2 |
| Real Murcia C. F.   | 2–5 | 1–5 | —   | 5–2 | 6–2 | 1–4 |
| C. D. Sabadell      | 1–2 | 2–2 | 1–0 | —   | 3–0 | 2–4 |
| U. D. Salamanca     | 0–2 | 1–3 | 0–3 | 3–2 | —   | 1–1 |
| Real Zaragoza C. F. | 3–1 | 6–2 | 3–2 | 3–1 | 5–0 | —   |

## Promoción de permanencia
La promoción se jugó a doble partido a ida y vuelta con los siguientes resultados:
| 13 de mayo de 1951 | UD Tenerife | 1:0 | Levante UD | Heliodoro Rodríguez López, Santa Cruz de Tenerife |  |
|                    |             |     |            | Árbitro(s): -                                     |  |

| 27 de mayo de 1951 | Levante UD | 3:1 | UD Tenerife | Estadio de Vallejo, Valencia |  |
|                    |            |     |             | Árbitro(s): -                |  |

- Permanece en Segunda División: Levante UD.

## Resumen
Campeones de Segunda División:
| - Real Gijón | - Club Atlético Tetuán |

Ascienden a Primera División:
| - Real Gijón | - Club Atlético Tetuán | - Unión Deportiva Las Palmas | - Zaragoza Club de Fútbol |

Descienden a Tercera División: 
| - Albacete Balompié | - Sociedad Deportiva Ceuta | - Gerona Club de Fútbol | - Club Deportivo Numancia |